# Ormia rufa
Ormia rufa är en tvåvingeart som först beskrevs av Wulp 1890.  Ormia rufa ingår i släktet Ormia och familjen parasitflugor. Inga underarter finns listade i Catalogue of Life.